# Siemens (firma)
Siemens AG je konglomerátní společnost, která patří mezi největší výrobce elektrotechniky na světě. Její mezinárodní vedení sídlí v Berlíně a Mnichově. Akcie Siemens AG se obchodují na Frankfurtské burze a od 12. března 2001 také na Newyorské burze.

## Historie
Siemens byl založen Wernerem von Siemensem v Berlíně 1. října 1847. Byl založen na jeho vynálezu telegrafu, který používal střelku k ukazování písmen místo Morseovy abecedy. Společnost tehdy nazvaná Telegraphen-Bauanstalt von Siemens & Halske převzala jeho továrnu 12. října.
Během II. světové války měl Siemens (kromě několika dalších německých podniků) jednu ze svých továren přímo uvnitř na uzavřeném území koncentračního a vyhlazovacího tábora Osvětim-Březinka.
Celosvětově v roce 2006 zaměstnával Siemens a jeho dceřiné společnosti 472.000 lidí ve 190 zemích a zaznamenal tržby za 75,4 miliard € (96,6 miliard $) za fiskální rok 2005.

## Výzkum a vývoj
Ve výzkumných laboratořích společnosti Siemens celosvětově pracuje 29.500 zaměstnanců, kteří pracují na nových řešeních pro oblast energetiky, průmyslu a zdravotnictví. Celkové investice v této oblasti dosáhly v obchodním roce 2015 přibližně 4,5 miliardy eur. V roce 2015 podal Siemens na 3 700 patentů, tedy asi 17 vynálezů každý pracovní den. V obchodním roce 2016 investuje koncern do výzkumu a vývoje 4,8 miliardy eur.

## Česko
Siemens, s.r.o. je dceřinou společností Siemens AG, která má sídlo v Německu. Společnost vyrábí a prodává na českém území elektrotechnické produkty a s nimi spojené služby.